# Team Champion System (wielerploeg)/2011
Deze pagina geeft een overzicht van de Team Champion System-wielerploeg in 2011.

## Algemene gegevens
Sponsor: Champion System 
Algemeen manager: Markus Kammermann
Ploegleider: Alexander Albrecht, Hyungil Kim, Roland Gloor, Louis Shih

## Renners
| Naam                 | Geboortedatum | Nationaliteit | Ploeg 2010            |
| -------------------- | ------------- | ------------- | --------------------- |
| Roger Beuchat        | 02-01-1972    | Zwitserland   |                       |
| Joris Boillat        | 23-01-1983    | Zwitserland   |                       |
| Guillaume Bourgeois  | 01-06-1983    | Zwitserland   | Atlas Personal-BMC    |
| Holger Burkhardt     | 16-12-1987    | Duitsland     |                       |
| Dor Ming Chau        | 19-04-1983    | Hongkong      | Neo                   |
| Wai Man Chau         | 06-02-1986    | Hongkong      | Neo                   |
| Clemens Fankhauser   | 02-09-1985    | Oostenrijk    | Vorarlberg-Corratec   |
| Matthias Friedemann  | 17-08-1984    | Duitsland     | PSK Whirlpool-Author  |
| Daniel Gollman       | 23-10-1991    | Duitsland     | Arbö Gourmetfein Wels |
| Jaan Kirsipuu        | 17-07-1969    | Estland       |                       |
| Deon Locke           | 25-05-1987    | Australië     |                       |
| Mart Ojavee          | 09-11-1981    | Estland       |                       |
| Wang Yip Tang        | 05-06-1984    | Hongkong      | Neo                   |
| Georg Tazreiter      | 04-03-1986    | Oostenrijk    | Neo                   |
| Christopher Williams | 10-11-1981    | Australië     | Neo                   |
| Steven Wong          | 28-04-1988    | Hongkong      | Neo                   |
| Kin San Wu           | 04-05-1985    | Hongkong      | Neo                   |

## Belangrijkste overwinningen
Ronde van Hainan
4e etappe: Deon Locke
2010 · 2011 · 2012 · 2013